# PlayStation Portal
PlayStation Portal es un accesorio portátil multi usos para la PlayStation 5 de Sony, presentado el 23 de mayo de 2023 bajo el nombre de proyecto Q y lanzado el 15 de noviembre de 2023. El dispositivo se asemeja a un controlador DualSense alargado que tiene una pantalla de 8 pulgadas en el centro. Con una conexión inalámbrica a una consola existente, los juegos se pueden jugar en modo portátil a través de Mando remoto. Fue desarrollado por Sony Interactive Entertainment
Las principales características de hardware del PlayStation Portal incluyen una pantalla LCD HD de 8 pulgadas y "todos los botones y funciones de un controlador DualSense ". Sirve para transmitir desde una PlayStation 5 a través de una conexión Wi-Fi.

## Función
Casi ningún juego se ejecuta de forma nativa en PlayStation Portal; en cambio, es un reproductor remoto para PlayStation 5 que ejecuta una versión modificada de Android. Tanto el Portal como la PlayStation 5 deben estar conectados a una red local o a Internet para que el juego que se ejecuta en la PlayStation 5 pueda transmitirse al Portal, que sirve como pantalla y controlador. El portal también se puede utilizar fuera del hogar siempre que la PlayStation 5 esté en modo de espera y el Uso a distancia esté activo, y también debe ser accesible la PlayStation desde el exterior a través de Internet.

## Estructura
El Portal tiene una pantalla LCD con resolución Full HD y funcionalidad de pantalla táctil que admite una frecuencia de actualización de 60 Hertz. A la izquierda y a la derecha de la pantalla hay un mango de control, que corresponde a la mitad de un controlador DualSense; el dispositivo tiene todas las funciones de este controlador. El procesador es un Qualcomm Snapdragon 662 con cuatro núcleos Cortex-A 73 que funcionan a una velocidad de reloj de hasta 2 GHz y cuatro núcleos de eficiencia Cortex-A53 que alcanzan una velocidad de reloj de hasta 1,8 GHz Mission. El procesador ARM también tiene una unidad gráfica Adreno 610. Debido a que funciona como un dispositivo de transmisión pura, no se requiere una mayor potencia informática.
No se admite Bluetooth  solo el protocolo propietario PlayStation Link, y el dispositivo también tiene un conector de 3,5 mm para auriculares y cascos. La batería, que tiene una capacidad de 4370 mAh y debería durar entre ocho y doce horas, se carga mediante USB.